# Elisabeth Palmstierna
Eva Margareta Elisabeth Palmstierna, född Tham 28 april 1917 i Eksjö stadsförsamling, Jönköpings län, död 6 april 2013 i Engelbrekts församling, Stockholms län, var en svensk friherrinna och hovmarskalk. Hon var chef för prins Bertils och prinsessan Lilians hovstat och blev 1991 den första kvinnan i världen att utnämnas till hovmarskalk.

## Karriär
År 1940 blev Palmstierna, 23 år gammal, anställd som biträde vid Utrikesdepartementet. Hon tjänstgjorde i Stockholm, Helsingfors, Warszawa och Rom fram till 1950. Därefter arbetade hon ett par år på Bofors Nobelkrut och Sveriges Kreditbank.
År 1953 anställdes hon vid Hovmarskalksämbetet och 1962 blev hon prins Bertils sekreterare. År 1974 blev hon chef för prinsens hovstat och fick titeln hovintendent. 1979 fick hon titeln förste hovintendent och 1991 blev hon, som första kvinna i världen, utnämnd till hovmarskalk. Efter prins Bertils död 1997 kvarstod hon som chef för prinsessan Lilians hovstat fram till 2011.

## Familj
Elisabeth Palmstierna var dotter till Wilhelm Tham och grevinnan Margareta Hamilton. Hon hade tre systrar och en bror. Hennes far var först kammarherre hos kronprinsessan, sedermera drottning Louise, och senare hovmarskalk för Gustaf VI Adolfs hovstat.
År 1959 gifte sig Palmstierna med historikern friherre Carl-Fredrik Palmstierna (1903–1993), som var kung Gustaf VI Adolfs handsekreterare och chef för hans stora personliga bibliotek. Paret Palmstierna är gravsatt på Galärvarvskyrkogården i Stockholm. De fick en dotter, Margareta, född 1960.

## Utmärkelser
- Konung Gustav VI Adolfs minnesmedalj med anledning av 85-årsdagen (1967)[7]
- Konung Carl XVI Gustafs jubileumsminnestecken med anledning av 50-årsdagen (1996)[7]
- H.M. Konungens medalj i guld av 12:e storleken i Serafimerordens band (1986)[8]
- Kommendör med stjärna av Norska förtjänstorden (1 juli 1992)[9]